# Municipio de Groveland (Kansas)
El municipio de Groveland (en inglés: Groveland Township) es un municipio ubicado en el condado de McPherson en el estado estadounidense de Kansas. En el año 2010 tenía una población de 206 habitantes y una densidad poblacional de 2,2 personas por km².

## Geografía
El municipio de Groveland se encuentra ubicado en las coordenadas 38°17′47″N 97°45′6″O / 38.29639, -97.75167. Según la Oficina del Censo de los Estados Unidos, el municipio tiene una superficie total de 93.66 km², de la cual 93,54 km² corresponden a tierra firme y (0,12 %) 0,12 km² es agua.

## Demografía
Según el censo de 2010, había 206 personas residiendo en el municipio de Groveland. La densidad de población era de 2,2 hab./km². De los 206 habitantes, el municipio de Groveland estaba compuesto por el 93,69 % blancos, el 3,4 % eran afroamericanos, el 2,91 % eran de otras razas. Del total de la población el 2,91 % eran hispanos o latinos de cualquier raza.